# Desaparición de Jennifer Kesse
Jennifer Joyce Kesse (Orlando, Florida; 20 de mayo de 1981) era una mujer estadounidense desaparecida tras su supuesto secuestro el 23 de enero de 2006. Su vehículo fue encontrado a pocos kilómetros de su domicilio. No se llegaron a encontrar pruebas concisas sobre el destino ni el paradero de Jennifer, ni con las huellas dactilares encontradas ni con el rastreo de su teléfono móvil. Sin embargo, las imágenes de una cámara de seguridad local registraron a una persona no identificada en el estacionamiento del automóvil de Jennifer y luego alejándose del mismo. El caso atrajo la atención generalizada de la prensa local y nacional desde su inicio.

## Antes de la desaparición
Jennifer se había graduado en el instituto Vivian Gaither High School en Tampa (Florida). Más tarde acudió a la Universidad de Florida Central, en Orlando, graduándose en 2003 en finanzas. Era miembro de la hermandad Alpha Delta Pi, cuyas compañeras llegaron a lanzar campañas para tratar de encontrarla. Antes de desaparecer, había comprado una casa en condominio para ella y estaba trabajando para la empresa Central Florida Investments Timeshare Company como gerente de finanzas. El fin de semana antes de que desapareciera, había estado de vacaciones en Saint Croix, en las Islas Vírgenes de los Estados Unidos, con su novio. Tras regresar a Florida, Jennifer condujo directamente desde la casa de su novio, en el sur de Florida, a su lugar de trabajo en Ocoee, y luego regresó a su condominio en Orlando más tarde esa noche.

## Desaparición
Aproximadamente a las 18 horas de la tarde del 23 de enero de 2006, Jennifer fue vista por última vez. Abandonaba su lugar de trabajo en Ocoee. Esa noche realizó algunas llamadas a familiares, amigos y a su pareja, siendo la última llamada registrada a las 22 horas. Como parte de su rutina, solía enviarse mensajes yendo de camino al trabajo por la mañana con su pareja, cosa que no realizó la mañana del 24 de enero. Cualquier intento de llamar a su móvil fue en vano, saltando directamente el buzón de voz. Cuando Jennifer no llegó al trabajo esa mañana, la empresa contactó a sus padres, quienes inmediatamente comenzaron el viaje de dos horas desde su casa hasta su condominio en Orlando. Sus padres notaron que faltaba su vehículo, pero al entrar a la residencia, no vieron nada que pareciera anormal. En el análisis del domicilio, una toalla mojada y ropa sucia y puesta, entre otras cosas, daban a entender que Jennifer había estado allí la mañana del 24 de enero y que se había duchado, vestido y preparado para el trabajo. Amigos y familiares comenzaron a distribuir volantes de Jennifer esa noche, y el Departamento de Policía de Orlando comenzó a organizar grupos de búsqueda para peinar el área circundante a pie y a caballo, así como en bote y helicóptero y vehículos por carretera.

### Línea de tiempo
Basado en grabaciones y en testimonios, la policía desarrolló una línea de tiempo para conocer qué fue lo que pudo suceder.
Lunes 23 de enero de 2006
- 18 horas: Jennifer termina su turno de trabajo y regresa a su casa por primera vez desde que se fue de vacaciones. Llama a sus padres.[3]
- 22 horas: Jennifer habla con su novio por teléfono antes de irse a dormir. Es la última persona conocida con la que habla antes de desaparecer.[3]

Martes 24 de enero de 2006
- 7:30-8:00 horas: Los investigadores inicialmente creyeron que Jennifer pudo ser secuestrada en un momento inexacto entre que abandonaba su domicilio, cerraba la puerta y se dirigía a su vehículo.[3][7] Posteriores investigaciones determinaron que pudo ser secuestrada en algún momento de camino al trabajo.[8]
- 8:00-9:00 horas: Su novio, con el que siempre hablaba por las mañanas antes de ir a trabajar, trata de llamarla en vano. Se le deriva al buzón de voz. Vuelve a intentarlo más tarde, con idéntico resultado. Continúa con su jornada laboral hasta que los padres de Jennifer le llaman para decir que Jennifer no ha acudido a trabajar.[4]
- 11:00 horas: Jennifer tenía a esa hora una reunión. No había acudido a trabajar a primera hora y tampoco se presentó a la cita, lo que hizo sospechar en la empresa algo. Deciden llamar a los padres de Jennifer y avisarles de lo sucedido. Sus padres deciden viajar en coche hasta Orlando desde Tampa para saber qué le ha ocurrido a su hija. En el trayecto llaman al gerente del condominio de su hija para que entre en la casa con una llave de repuesto. Todo parece estar normal dentro. En el exterior, el coche de Jennifer no está aparcado.[3][7]
- 13:00 horas: Unas imágenes registradas por la cámara de vigilancia de un complejo de apartamentos, ubicado a 2 kilómetros de la casa de Jennifer, graban a una persona no identificada aparcando el vehículo de Jennifer y alejarse caminando a pie.[9] Sin embargo, el coche y la grabación no se descubren hasta dos días después.
- 15:00-15:15 horas: Los padres de Jennifer llegan a casa de su hija. Encuentran que Jennifer había estado en casa esa mañana y preparándose para ir a trabajar. Notan algo de su ropa de trabajo en su cama, una toalla mojada, su pijama en el baño, su secador y neceser de maquillaje. Se avisan a las autoridades. Sin embargo, como es común en los casos en que el desaparecido es un adulto legal, la policía inicialmente sostiene que ella pudo haberse ido por su propia voluntad.[7]
- 17:00-19:00 horas: Familiares y amigos de Jennifer comienzan a distribuir imágenes de Jennifer a sus vecinos e inician una búsqueda por la zona. La policía comienza a tomar en serio su desaparición y envía a un detective a su casa. La policía comienza sus interrogatorios y comienzan la búsqueda de Jennifer y su vehículo.[3][7]

Jueves 26 de enero de 2006
- 8:10 horas: Al ver el vehículo de Jennifer en las noticias, un inquilino de un complejo cercano informa a la policía que el coche descrito se encontraba abandonado frente a su apartamento durante varios días. La policía llega y confirma que es el Chevrolet Malibu de Jennifer. Luego se fotografía el vehículo y se lo lleva al laboratorio criminalístico para su examen forense. La policía confisca imágenes de vigilancia local, de las cuales descubren a una persona no identificada que deja el coche, alejarse y nunca mirar hacia atrás.[6][10]

## Investigación

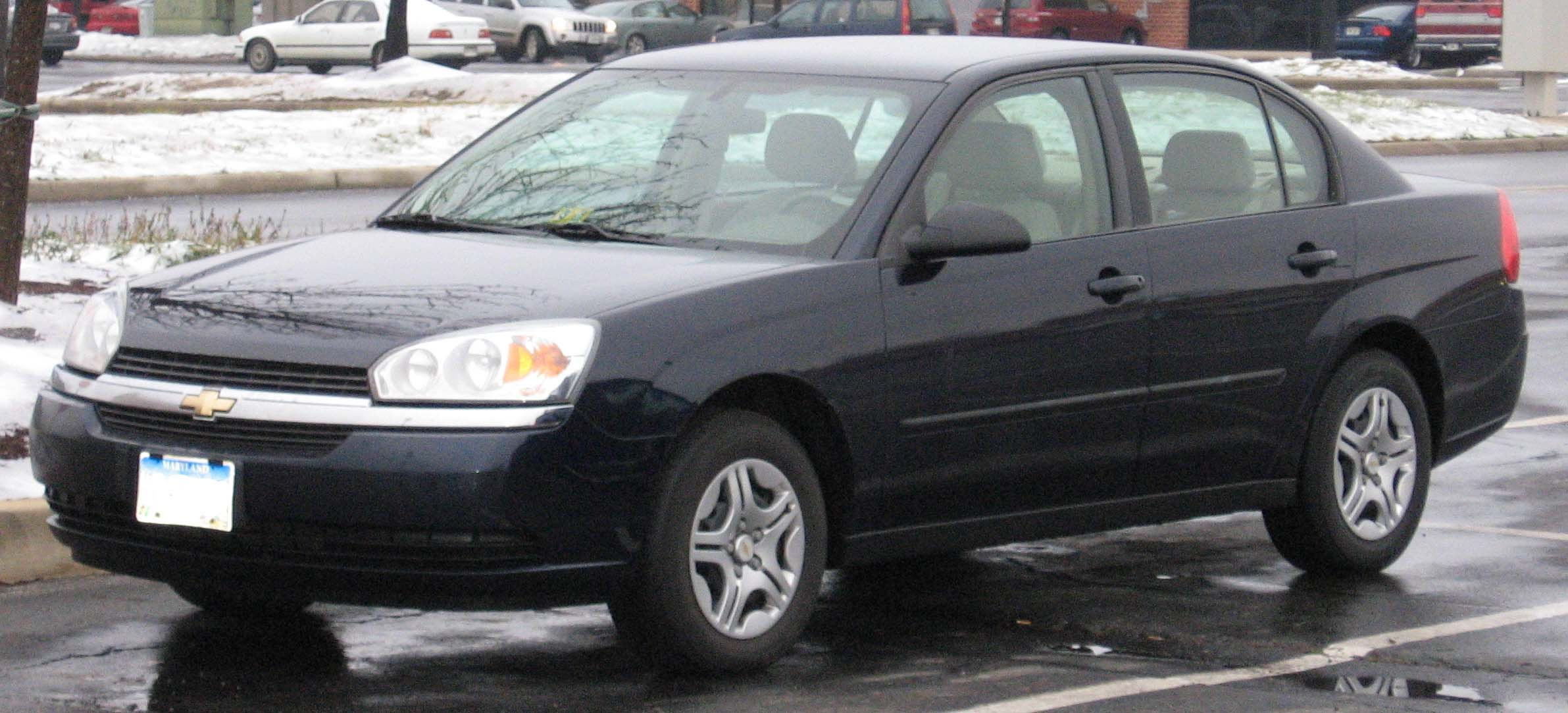
Chevrolet Malibu del 2004 en color negro, similar al que tenía Jennifer y que se encontró a dos kilómetros de su casa.

No había signos de entrada forzada en el condominio de Jennifer ni signos de lucha, por lo que la policía teorizó que en la mañana del 24 de enero, Jennifer tuvo que dejar por su propio pie la casa y marcharse a trabajar, cerrar la puerta y dirigirse al vehículo. En el transcurso hasta este o metiéndose dentro pudo ser secuestrada. Dos días después, el 26 de enero de 2006, el Chevrolet Malibu negro de 2004 que conducía era encontrado abandonado a dos kilómetros de su domicilio.
Inicialmente, los investigadores se entusiasmaron al saber que varias cámaras ocultas del complejo vigilaban el lugar donde estaba estacionado su automóvil así como las salidas. Una de las grabaciones mostró a un individuo no identificado que dejaba el vehículo la mañana de la desaparición, en torno a las 13 horas, y desaparecer de la escena. Los familiares y amigos de Jennifer no reconocieron al individuo, cuyas características físicas no se llegaron a captar claramente en la grabación. Los investigadores se desanimaron cuando se dio cuenta de que la mejor captura de vídeo del sujeto, en tres instantáneas separadas, estaba oscurecida por la valla compleja por la que pasaba que, además, le ocultaba la cara.
Se pidió la colaboración del FBI para poder determinar la identidad del sujeto de las imágenes, si bien sólo se pudo aseverar que debían buscar a un varón que midiese entre 1,62 y 1,67 metros de altura. La NASA también ayudó en la investigación al mejorar el vídeo para ayudar a identificar al sospechoso. Los investigadores interpretaron los objetos de valor que quedaron dentro del vehículo para dar a entender que el robo no fue un motivo en la desaparición de Jennifer.
Un perro de búsqueda rastreó un aroma desde el automóvil hasta su complejo de apartamentos, lo que llevó a los investigadores a creer que el sospechoso regresó al estacionamiento de su apartamento después de dejar el automóvil. No se encontraron otras pruebas a lo largo de la ruta. Después del examen forense del Chevrolet, solo se encontraron dos pruebas: una huella parcial y una pequeña fibra de ADN. Los investigadores conjeturaron que el vehículo había sido limpiado, evitando así encontrar pruebas incriminatorias. Los elementos que faltaban era el teléfono móvil de Jennifer, su iPod, sus llaves, bolso y maletín. Los investigadores no pudieron hacer pinchar su teléfono móvil y rastrearlo. Tampoco tuvieron suerte con las tarjetas bancarias, pues no se realizó ninguna acción desde su desaparición.
Los investigadores primero interrogaron a su familia y a amigos cercanos para ver si alguien podría tener un posible motivo para secuestrarla. Su exnovio, recientemente molesto y con ganas de volver a estar con ella, también fue interrogado. Los investigadores finalmente concluyeron que no tenía nada que ver con su secuestro. Su pareja por aquel entonces también fue cuestionado, pero su coartada lo verificó y lo eliminó como sospechoso. En el momento de su secuestro, el complejo de condominios de Jennifer estaba experimentando una gran expansión y construcción, y muchos de los trabajadores empleados eran inmigrantes indocumentados que vivían en el complejo. De esa idea también surge el comentario de la familia, de que Jennifer se sentía a veces acosada por estos, que la llamaban continuamente. Los investigadores trataron de interrogar a muchos de ellos, pero resultó ser muy difícil y no se descubrieron otras pistas. También se trató de buscar pistas en su lugar de trabajo, interrogándose a sus compañeros.
Su ordenador de trabajo fue confiscado para tratar de buscar pistas en él. Se supo que uno de sus compañeros de trabajo, un gerente, quería entablar una relación con ella, algo que Jennifer rechazó primero por sentirse acosada, yendo en contra de las relaciones laborales, y segundo por encontrarse ya en pareja. Los investigadores lo entrevistaron varias veces solo para concluir que no era sospechoso en el caso. Los investigadores, la familia y amigos de Jennifer siguen abiertos a la teoría de que ella fue víctima de la trata de personas, pero consideran que el escenario es menos probable que otros.
En mayo de 2007, la empresa en la que trabajaba ofreció una recompensa de un millón de dólares, con una fecha límite del 4 de julio, para obtener información que condujera al paradero de Jennifer, con la estipulación de que tenía que estar viva. Nunca fue reclamado. También el servicio de Central Florida Crimeline ofreció una suma de 5.000 dólares por cualquier información esclarecedora del caso. El caso recibió atención de la prensa estatal y nacional en el momento de su desaparición, y Kesse todavía se considera como persona desaparecida y en el radar de actividad de la policía de Orlando, de la policía estatal, del FBI y la Interpol. 
El 2 de mayo de 2008, la Cámara de Representantes de Florida aprobó por unanimidad el Proyecto de Ley 502 del Senado, "Ley Jennifer Kesse y Tiffany Sessions para Personas Desaparecidas", que cambia la forma en que se manejan los casos de personas desaparecidas en Florida. A partir del 10 de junio de 2010, el FBI se hizo cargo del caso de Jennifer, permaneciendo en su lista de personas desaparecidas.

## Casos relacionados
Otros casos de personas desaparecidas en los que se vio involucrada la presencia de su automóvil abandonado han sido:
- Desaparición de Patricia Meehan, en Montana (1989).
- Desaparición de Leah Roberts, en el estado de Washington en (2000).
- Desaparición de Maura Murray, en Nuevo Hampshire en (2004).
- Desaparición de Brianna Maitland, en Vermont en (2004).
- Desaparición de Brandon Swanson, en Minnesota, en (2008)
- Desaparición de Tiffany Daniels, en Florida en (2013).